# DuPont
Pour les articles homonymes, voir Dupont ou Dupond, Du Pont (homonymie) et Nemours (homonymie).
DuPont de Nemours, aussi connue sous le nom « DuPont », est une entreprise américaine issue de la fusion entre Dow Chemical et E.I. du Pont de Nemours et compagnie le 1er septembre 2017. E.I. du Pont de Nemours et compagnie est fondée en juillet 1802 à Wilmington, dans le Delaware, par le chimiste franco-américain Éleuthère Irénée du Pont de Nemours. À l'origine une usine de fabrication de poudre à canon, DuPont est devenu l'un des plus grands groupes industriels de chimie. Au cours du XXe siècle, elle a été pionnière dans la révolution des « matières plastiques », avec la découverte du nylon, puis en développant d'autres matériaux polymères tels que le Néoprène, le Téflon, le Kevlar ou le Lycra.
Pendant la Seconde Guerre mondiale, DuPont développe une expérience dans le nucléaire en construisant l'usine de production de plutonium sur le complexe nucléaire de Hanford pour le projet Manhattan. Elle construit par la suite le complexe nucléaire de Savannah River Site.

## Histoire

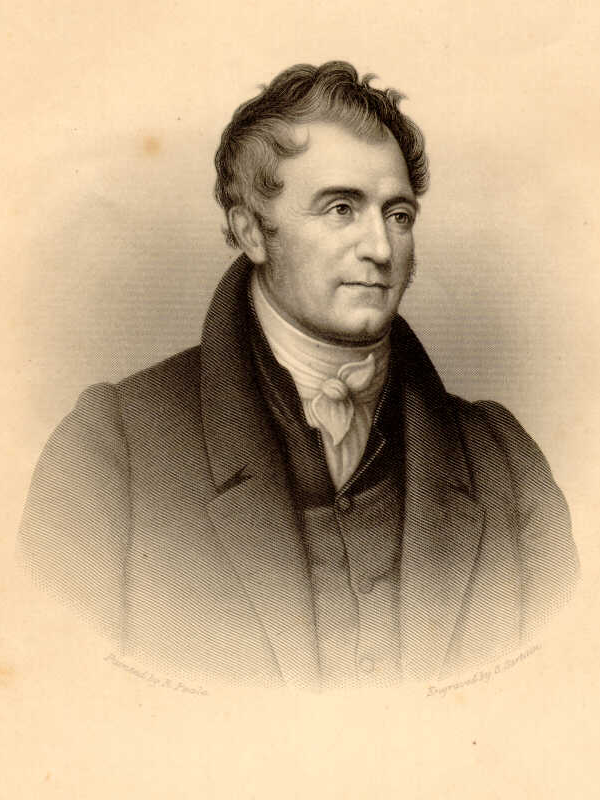
Éleuthère Irénée du Pont de Nemours, fondateur de l'entreprise.

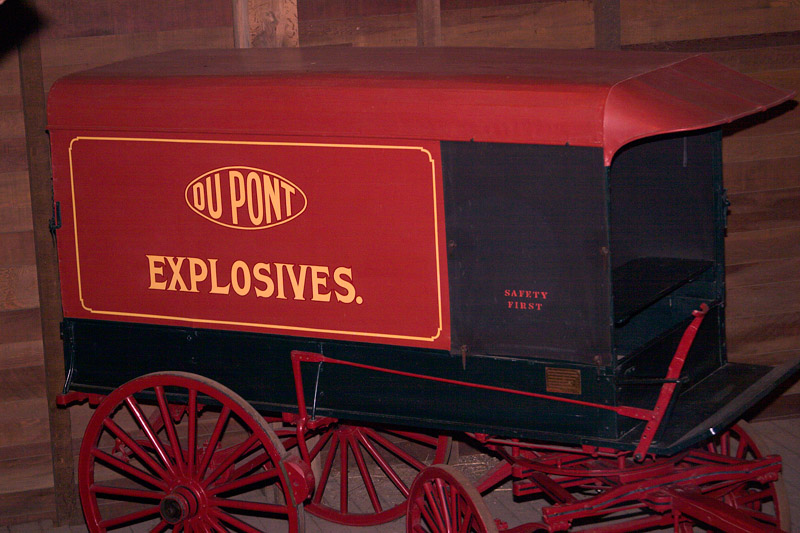
Wagon aux couleurs de DuPont.

DuPont est fondée en juillet 1802 par Éleuthère Irénée du Pont de Nemours, deux ans après son départ en famille de France pour échapper à la Révolution. L'activité débute près de Wilmington (Delaware) à Brandywine dans d'anciens moulins à farine avec une usine de fabrication de poudre noire ou poudre à canon.
L'entreprise est cofondée avec un des réfugiés français de Saint-Domingue en Amérique, Pierre de Bauduy de Bellevue (1769-1833) sur sa propriété d'Eden Park à Wilmington, rachetée au financier Robert Morris. Plusieurs lettres font état du « rafraîchissement » des relations entre les associés de Bauduy et son gendre, qui fonde ensuite une sucrerie à Cuba, dans la province de Matanzas.
Irénée du Pont avait noté que l'industrie en Amérique du Nord suivait ce qui se passait en Europe. Il anticipe alors un marché pour son activité de fabrication de poudre à canon. La société se développe rapidement et, au milieu du XIXe siècle, devient le plus gros fournisseur de poudre de l'armée américaine, en lui fournissant la moitié de sa poudre pendant la guerre civile américaine. Le site de Brandywine restera en activité jusqu'en 1921[réf. nécessaire].
DuPont continue à croître, avec la production de dynamite et de poudre sans fumée. En 1902, au décès du président de DuPont Eugène du Pont, lors d’un accident pendant des recherches suivi par une importante explosion, les associés survivants vendent la société à trois arrière-petits-fils du fondateur (Coleman, Pierre et Alfred du Pont de Nemours). Elle achète alors plusieurs petites sociétés chimiques, comme l'International Smokeless Powder and Dynamite Company de Lewis Nixon (en 1904). Mais en 1912, le procureur général des États-Unis, en vertu de la loi anti-trust de Sherman, fait reconnaître par les tribunaux que la prééminence de la compagnie dans le domaine des explosifs entraîne une situation de monopole : un démantèlement est ordonné, avec pour résultat la création de Hercules Powder et d'Atlas Chemical. DuPont conserve les poudres à nitrocellulose, tandis qu'Hercules s'occupe des poudres à double base combinées de nitrocellulose et nitroglycérine.
DuPont établit également deux des premiers laboratoires industriels aux États-Unis, où débutent des travaux sur la chimie de la cellulose, des laques et d'autres produits non explosifs.
En 1914, Pierre Samuel du Pont de Nemours (nommé comme son grand-père) investit dans l'industrie automobile débutante en achetant des actions de General Motors (GM). L'année suivante il est invité à siéger au conseil d'administration de GM, dont il est par la suite élu président. DuPont aide la société automobile en difficulté par un achat de vingt-cinq millions de dollars d'actions de GM et en 1920, avec les conseils de DuPont, GM devient le numéro un de l'automobile dans le monde. Cependant, en raison du contrôle de DuPont sur GM, la loi anti-trust de Sherman oblige DuPont à céder ses parts dans General Motors[réf. nécessaire].

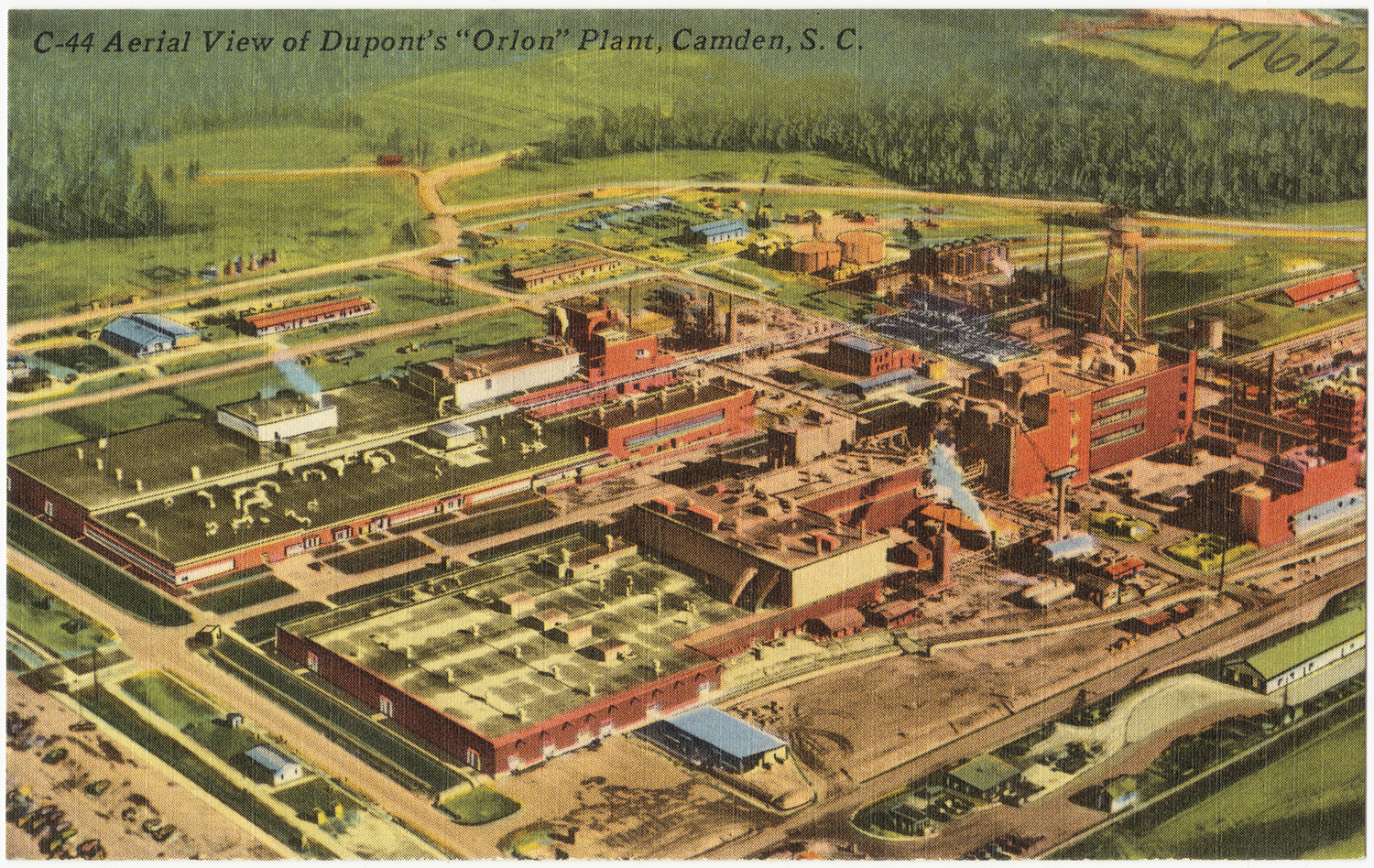
Usine DuPont où est fabriqué l'Orlon. Période de 1930-1945.

De 1919 à 1927, DuPont développe une alliance avec le comptoir des textiles artificiels (CTA). Les deux entreprises partagent des brevets et de l'équipement, qui ont permis notamment d'aider à la production, par DuPont, de rayonne (soie artificielle) et de cellophane. La collaboration prend la forme d'une véritable amitié entre les dirigeants des deux entreprises, attestée par la correspondance entre Walter S. Carpenter Jr. (en) et Charles Gillet, publiée à l'occasion du décès de son frère Edmond en 1931.
Dans les années 1920, DuPont continue à se focaliser sur la science des matériaux. En 1921, il s'associe à General Motors et à Exxon comme opérateur technique pour construire et gérer une usine de production de plomb tétraéthyle pour le compte de la société Ethyl Gasoline Corporation qui deviendra rapidement et pour longtemps le premier mondial pour la production et la vente de cet additif (le plus utilisé durant plusieurs décennies comme antidétonant dans l'essence (essence plombée), en dépit de sa toxicité. Il est encore utilisé pour certains carburants et pour l'essence automobile dans plusieurs grands pays en développement où il pose de graves problèmes de santé). L'entreprise est présidée par Thomas Midgley, Jr. assisté de Charles Kettering, qui sont les deux inventeurs du produit[réf. nécessaire].
Vers 1923, DuPont débaucha des techniciens senior de la firme allemande BASF pour construire des sites de synthèse d'ammoniac aux États-Unis, en utilisant le procédé Haber. La société embauche en 1928 Wallace Carothers pour travailler sur les polymères. En 1927, DuPont passe de nombreux contrats avec IG Farben, notamment celui portant sur « les colorants et les produits chimiques industriels comme l’acide prussique, utilisé dans la métallurgie » et en tant que pesticide. En 1928, Carothers découvre le Néoprène, le premier caoutchouc synthétique, le premier polyester superpolymère et, en 1935, le nylon. La découverte du Lucite et du Téflon suivra quelques années plus tard. DuPont rachète aussi en 1928 Grasselli Chemical Company, spécialisée dans la production d'acide sulfurique, de pigments et de zinc.
Durant cette période, la société reste un producteur important d'armements au cours de la Première Guerre mondiale (80 % de la production était représentée par les explosifs) et ce jusqu'à la Seconde Guerre mondiale (25 % de la production), tout en investissant le marché civil.
En partenariat avec la firme allemande IG Farben créée en 1927, DuPont forme un cartel international pour s'accorder sur le marketing et la politique tarifaire, même durant la guerre. Le Congrès américain lance juste avant le conflit des enquêtes sur les échanges internationaux des membres de la famille. Les trois frères DuPont se verront reprocher, entre autres, le commerce illicite de munitions avec IG Farben, mais sans que des preuves aient pu être apportées sur la constitution d'un cartel[réf. nécessaire].
La firme joue un rôle important dans le Projet Manhattan en 1943, en concevant, construisant et exploitant l'usine de production de plutonium d'Hanford dans l'État de Washington ainsi que le laboratoire national d'Oak Ridge au Tennessee.
Au cours des années 1930, DuPont fut l'un des principaux acteurs du lobbying anti-chanvre, aux côtés des magnats de l'industrie papetière (qui détenaient une partie de la presse et des forêts), dont l'aboutissement fut en 1937 le Marihuana Tax Act. Harry J. Anslinger, commissaire du bureau de lutte contre les narcotiques de 1930 à 1962, promoteur de cette loi qui rendit la culture du chanvre impossible économiquement, était le neveu du banquier Andrew Mellon, lui-même l'un des principaux financiers de DuPont. Cette législation eut son rôle dans la déforestation massive du Canada et des États-Unis[réf. nécessaire]. Aujourd'hui, les États-Unis sont le premier pays producteur de papier au monde (80,8 Mt/an), majoritairement à partir d'arbres venant du Canada, loin devant le second, la Chine (37,9 Mt/an).
En 1938, DuPont invente le Téflon, commercialisé à partir de 1949.
Après la guerre, DuPont développe d'autres matériaux innovants : le Mylar, le Dacron, l'Orlon et le Lycra dans les années 1950 (mis au point par Joseph Shivers), puis le Tyvek, le Nomex, le Qiana, le Corfam et le Corian dans les années 1960. Les matériaux de DuPont ont joué un rôle important dans le succès du programme spatial Apollo. La compagnie est aussi présente, dans les années 1950, dans le secteur de la publicité, et travaille avec des sociologues comme John Dollard. En 1965, Stephanie Kwolek met au point le PPD-T, qui sera commercialisé en 1971 sous le nom de Kevlar.
En 1981, DuPont a acquis Conoco Inc., un important pétrolier et gazier américain. Cette compagnie lui a donné un accès durable au pétrole, utilisé dans la fabrication de nombreux produits comme les fibres polymères et les plastiques. Cette acquisition a fait de DuPont un des dix principaux groupes pétroliers américains.

### Histoire récente
En 2004, la compagnie a vendu son activité textile à Koch Industries, perdant certaines de ses marques les plus connues comme Lycra (Spandex), Dacron (le polyester), Orlon (l'acrylique), Antron (le nylon) et Thermolite.
La société DuPont a été condamnée en 2005 et en 2008 par la justice américaine à 16,5 millions de dollars d'amende pour avoir notamment dissimulé des informations sur la toxicité de certains composants chimiques entrant dans la composition du Téflon. Elle a également été condamnée à six cents quinze millions de dollars d'amende à la suite d'une action en justice engagée par environ 70 000 habitants aidés de l'avocat qui poursuit DuPont, Robert Bilott qui résidaient à proximité de ses usines et qui ont été victimes de pollutions causées par le même composé chimique. DuPont n'utilise plus ce composé depuis 2015.
En 2011, DuPont acquiert l'entreprise danoise Danisco, spécialisée dans la production d'enzymes et d'excipients pour 6,3 milliards de dollars.
Le 12 janvier 2015, DuPont annonce la vente de son théâtre à Wilmington, dont il est propriétaire depuis plus d'un siècle. Ce théâtre avait notamment vu passer Fred Astaire, Bette Davis ou encore Orson Welles.
En avril 2015, DuPont acquiert Taxon Biosciences, une entreprise de micro-biologie pour un montant indéterminé. 
En juillet 2015, DuPont scinde une partie de ses activités chimiques qui regroupe la production de Téflon et de Ti-Pure dans une nouvelle société appelée Chemours.
En décembre 2015, Dow Chemical et DuPont annoncent leur fusion dans une opération valorisant les deux entreprises à cent trente milliards de dollars. L'opération vise à fusionner les deux entreprises puis à les scinder en trois nouvelles entreprises spécialisées :
- la première, Dow, se consacrera aux sciences des matériaux pour un chiffre d'affaires de 51 milliards de dollars ;
- la seconde, DuPont, restera experte dans les produits spécialisés notamment pour les matières premières pour l'électronique ou dans le matériel de protection ;
- la troisième, Corteva, sera spécialisée dans les semences et les pesticides.

Cette structure de l'opération vise notamment à bénéficier de réductions de taxes et répond à des pressions des actionnaires des deux entreprises, notamment Nelson Peltz et Dan Loeb. Le nouvel ensemble sera détenu à 52 % par Dow Chemical et 48 % par DuPont. La nouvelle entité dédiée aux sciences des matériaux aura son siège social à Midland, dans le Michigan, à l'actuel siège social de Dow Chemical, alors que les deux autres nouvelles entités auront leur siège social à Wilmington dans le Delaware, siège social de DuPont. Pour tenir l'accord des autorités de la concurrence européenne, DuPont annonce la vente de son unité dédiée aux pesticides à FMC contre les actifs de ce dernier dans la santé et la nutrition ainsi que 1,6 milliard de dollars.
En décembre 2019, International Flavors and Fragrances annonce la fusion de ses activités avec les activités de DuPont dédiées aux aromates, à la nutrition et à la bioscience, dans une opération d'une valeur de 26,2 milliards de dollars, les actionnaires de DuPont ayant 55 % du nouvel ensemble. IFF concède également verser 7,3 milliards de dollars à DuPont pour cette opération,.
En mars 2021, DuPont annonce l'acquisition de Laird Performance, spécialisée dans les matériaux pour l'électronique, pour 2,3 milliards de dollars à un fonds d'investissement.
En novembre 2021, DuPont annonce l'acquisition de Rogers Corp, entreprise spécialisée dans les matériaux, pour 5,2 milliards de dollars.
En février 2022, DuPont annonce la vente de certaines de ses activités à Celanese pour 11 milliards de dollars.

## Activité
DuPont est une firme commerciale transnationale. Elle emploie 65 000 personnes dans le monde et est la 237e plus grande société aux États-Unis. L'activité de DuPont est organisée en cinq branches : électronique et technologies de communication, matériaux d'exécution, enduits et technologies de couleur, sûreté et protection, et agriculture et nutrition.

## Principaux actionnaires
| The Vanguard Group                                 | 7,85 % |
| State Street Global Advisors (en) Funds Management | 5,52 % |
| Massachusetts Financial Services (en)              | 2,33 % |
| Edgepoint Investment Group                         | 2,28 % |
| Boston Partners Global Investors                   | 2,25 % |
| Capital Research & Management                      | 2,22 % |
| Fidelity Management & Research                     | 2,19 % |
| BlackRock Fund Advisors                            | 2,18 % |
| Ursa Fund Management                               | 1,89 % |
| Norges Bank Investment Management                  | 1,68 % |

## Critiques

### Obsolescence programmée
DuPont a été accusé dès le milieu du XXe siècle d'avoir imposé l'obsolescence programmée aux consommatrices, alors principalement américaines et européennes, de bas.
Ceci a été par exemple publiquement dénoncé dès 1951 au cinéma, par le cinéaste Alexander Mackendrick dans son film L'Homme au complet blanc ; son « héros », Sidney Stratton interprété par Alec Guinness, y fait la découverte d'une fibre textile inusable, découverte qui ne sera pas à son avantage, car l'industrie textile, dans ce scénario, va manœuvrer pour éliminer l'inventeur. 
Ce scénario est une référence directe au groupe DuPont, qui après avoir inventé le nylon utilisé pour produire du fil et des bas extrêmement solides, décida de produire des fibres volontairement fragilisées, pour augmenter la « filosité » des bas, afin d'accroitre leurs ventes et profits.

### Pollution atmosphérique
DuPont figure en 2016 au deuxième rang du Top 100 des pollueurs atmosphériques aux États-Unis publié par l'Institut de recherche en politique économique de l'Université du Massachusetts à Amherst.

### Mise en cause aux États-Unis (Scandale de Parkersburg)
Une saga judiciaire a opposé de 1998 à 2017 l'avocat Robert Bilott sur la pollution de l'eau par DuPont à Parkersburg, en Virginie Occidentale, qui a empoisonné lentement plus de 70 000 personnes alentour. Rob Bilott a obtenu en 2017 un règlement de 671 millions de dollars par DuPont pour ses clients. Le film de Todd Haynes, Dark Waters, inspiré de l'article du New York Times « The Lawyer Who Became DuPont’s Worst Nightmare » de Nathaniel Rich, revient sur cette affaire. Sorti en 2019, il est produit et interprété par Mark Ruffalo, qui en a fait une cause militante.
Au cours de son enquête, Rob Bilott a en particulier démontré que les dirigeants de DuPont avaient mené des recherches secrètes depuis quarante ans sur les propriétés nocives du PFOA tout en continuant à rejeter cette substance dans l’environnement en pleine connaissance de cause de ses propriétés cancérigènes, par peur de réduire leurs profits, la production de matériaux contenant du Téflon leur rapportant un milliard de dollars par an à cette époque.
Avant ce procès, aucune limite légale pour la concentration dans l'eau n'était établie aux États-Unis. Depuis, une limite de 0,07 parties par milliard a été fixée.
En 2018, Robert Bilott a lancé une nouvelle action contre les entreprises chimiques 3M, DuPont et Chemours, un filiale de DuPont. L'action vise à obtenir le statut de recours collectif au nom de toutes les personnes vivant aux États-Unis qui ont été exposées non seulement au PFOA, mais aussi à des composés apparentés connus sous le nom de PFAS, abréviation de « per- and polyfluoroalkyl substances », qui sont des tensioactifs fluorés. Ces produits pratiquement indestructibles s'accumulent dans le corps humain et dans l'environnement, créant une série de risques de santé publique comme l'affaiblissement du système immunitaire, le dysfonctionnement du foie et les malformations congénitales.
En 2019, Chemours a attaqué DuPont en justice, estimant que les coûts de règlement des différents problèmes environnementaux avaient été sciemment sous-évalués par DuPont et demandant soit le déplafonnement de la responsabilité de DuPont, soit le remboursement des 4 milliards de dollars versés à DuPont par Chemours au moment de la scission. Dans le cas de Fayetteville, le coût avait été estimé à 2 millions quand il semble à présent devoir largement dépasser les 200 millions.

### Mise en cause par l'Allemagne et l'Union européenne
Le 21 mai 2019, la fédération allemande pour l'environnement et la protection de la nature (Bund) révèle en utilisant les données fournies par l'agence fédérale de l'environnement allemande comme par l'Agence européenne des produits chimiques que 654 entreprises opérant en Europe ne respectent pas, entre 2014 et 2019, le protocole européen d'enregistrement, évaluation et autorisation des produits chimiques, censé protéger la santé et l'environnement des Européens. Ces entreprises, dont DuPont, emploient massivement des substances de synthèse interdites et potentiellement dangereuses,,.